# Royaume de Haute-Mésopotamie
Sauf précision contraire, les dates de cet article sont sous-entendues « avant l'ère commune » (AEC), c'est-à-dire « avant Jésus-Christ ».

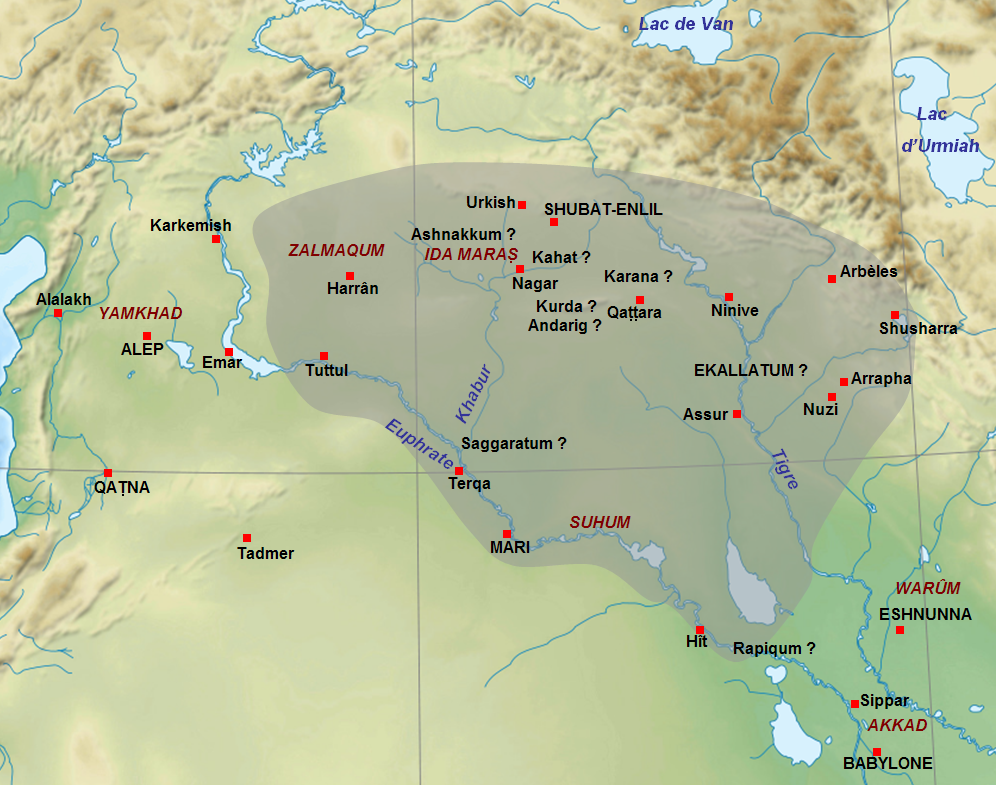
Extension approximative du Royaume de Haute-Mésopotamie à la mort de Samsi-Addu.

Le royaume de Haute-Mésopotamie est une construction politique éphémère due en grande partie à un homme : Samsi-Addu d'Ekallatum (c. 1815-1775 av. J.-C.). Le nom de cet État lui a été donné par les historiens contemporains, du fait de son extension géographie, appelée Haute-Mésopotamie, qui s'étend sur tout le nord de la Mésopotamie, entre le Tigre et l'Euphrate en passant par le Triangle du Khabur.

## Constitution du royaume
Samsi-Addu monte sur le trône d'Ekallatum vers 1815. Après un début de règne difficile, qui le voit s'exiler temporairement à Babylone (allié traditionnel d'Ekallatum du fait de liens familiaux entre les deux familles royales) sous la pression du roi Naram-Sin d'Eshnunna. À son retour dans sa ville vers 1810, il entreprend une série de conquêtes sur le Haut-Tigre, qui culminent par la prise d'Assur et de Ninive, puis il s'empare des royaumes de la région du Khabur, dont la ville de Shekhna. Son expansion le mène à affronter le roi de Mari, Yakhdun-Lim, qui réussit à l'arrêter. Mais une crise dynastique se produit peu après à Mari, et Samsi-Addu en profite pour mettre la main sur ce royaume. Son royaume s'étend dès lors sur toute la Haute-Mésopotamie, des rives du Tigre à celles de l'Euphrate

## Organisation politique
Après sa période de conquêtes, Samsi-Addu décide d'organiser son royaume. Il déplace sa capitale à Shekhna, en plein cœur de son territoire, dans la riche vallée du Khabur. Il renomme la ville Shubat-Enlil (« Demeure d'Enlil »). Pour mieux contrôler son territoire, il place ses deux fils dans deux villes stratégiques : Ishme-Dagan est installé à Ekallatum sur le Tigre, et Yasmah-Addu à Mari sur l'Euphrate. Ils prennent le titre de « Roi » (šarrum), alors que leur père prend celui de « Grand Roi » (šarrum rabūm). Ils entretiennent entre eux une correspondance abondante, attestée dans les archives de Mari. Ishme-Dagan y apparaît comme un souverain dynamique, un peu à l'image de son père, tandis que Yasmah-Addu paraît plus effacé, et ne part jamais au combat malgré les reproches de son père. Les trois cours s'échangent aussi des dignitaires, qui travaillent au cours de leur carrière dans une cour puis dans l'autre. Ils paraissent d'ailleurs plus attirés par la cour de Mari, où il doit régner une ambiance plus légère qu'à Shubat-Enlil ou Ekallatum, Yasmah-Addu étant parfois présenté comme un débauché.
Samsi-Addu décide de contracter diverses alliances diplomatiques pour renforcer ses positions. À l'est, il s'allie avec son ancien ennemi, Dadusha d'Eshnunna, et Ishme-Dagan mène une campagne militaire dans le Zagros aux côtés de son nouvel allié. À l'ouest, face à son ennemi Sumu-epukh du Yamkhad (Alep), il s'allie à Ishkhi-Addu de Qatna. Pour sceller cette alliance, Yasmah-Addu est marié à Dam-hurasi, la fille d'Ishkhi-Addu, et il envoie des troupes à Qatna, pour la soutenir dans sa guerre contre le Yamkhad.

## Chute et héritage
La situation du royaume se dégrade vers 1780, quand une terrible épidémie ravage la région du Moyen-Euphrate. Le recensement qui est entrepris dans cette région après cette catastrophe fait état d'une lourde perte démographique. Des révoltes secouent aussi le pouvoir de Samsi-Addu, telle que celle des Turukéens dans la région du Khabur, auxquelles se mêlent les tentatives de retour dans leur pays menées par les anciens rois et les descendants d'anciens rois chassés par Samsi-Addu. Ce dernier meurt en 1775, dans une atmosphère chaotique et le royaume s'effondre peu à peu. Yasmah-Addu est rapidement déposé par Zimri-Lim, descendant de Yahdun-Lim, alors que les rois de la région du Khabur remontent sur leurs anciens trônes. Seul Ishme-Dagan réussit à tenir à Ekallatum avec de grandes difficultés, Ibal-pi-El d'Eshnunna ayant profité de la situation pour se retourner contre son ancien allié et empêché Hammourabi de Babylone de lui porter secours.
Malgré son existence éphémère, le Royaume de Haute-Mésopotamie constitue un précurseur de divers royaumes qui chacun à leur tour vont tenter de dominer le nord de la Mésopotamie, parcourue par d'importantes routes commerciales, et la vallée du Khabur, région agricole prospère. Ainsi plus tard après les échecs des tentatives d'Eshnunna ou de l'Élam dans cette région, le Mitanni puis l'Assyrie parviennent à reprendre l'œuvre de Samsi-Addu et à la faire durer, les seconds intégrant même ce roi dans leurs listes dynastiques en dépit du fait qu'il ne fut jamais roi d'Assyrie.